# Casuarina (Australie Occidentale)
Pour l’article homonyme, voir Casuarina.
Casuarina est un faubourg de Perth, capitale de l'Australie-Occidentale. Il abrite la prison de Casuarina (en anglais : Casuarina Prison), principale prison de haute sécurité de l’État d'Australie-Occidentale.